# ريهوكو
ريهوكو (باليابانية: 苓北町) هي بلدة في اليابان، تقع في مقاطعة اماكوسا، بلغ عدد سكانها 7,312 نسمة وذلك حسب إحصائيات سنة 2018، تبلغ مساحتها 67.58 كيلومتر مربع.

## الموقع
تشترك في الحدود مع:
- أماكوسا، كوماموتو.